# A.F. Krieger
Andreas Frederik Krieger (født 4. oktober 1817 i Kolbjørnsvik, Norge død 27. september 1893 i København) var en dansk jurist, nationalliberal politiker, – indenrigsminister 1856 – 1858, justitsminister 1870 – 1872 og finansminister 1872 – 1874. Han tog juridisk embedseksamen som 20-årig, og var professor i jura ved Københavns Universitet fra 1845 – 1855. I 1848 blev han valgt til medlem af Den grundlovgivende rigsforsamling af Køgekredsen og var med i grundlovsudvalget af 1848. Gennemførte som finansminister den møntlov, der 1875 gav enhederne kroner og øre.
Han sad i Folketinget 1849-1852, valgt i Køgekredsen, i Landstinget fra 1863-1890 og var formand i 1866.
Krieger var modstander af J.B.S. Estrups provisoriske love. I 1887 betegnede han regeringens finanslov som grundlovsstridig. 
Han var medlem af Københavns Borgerrepræsentation 1848-55.
Efter at Johanne Luise Heiberg i 1860 var blevet enke, blev det den ugifte Krieger, som på mange måder udfyldte den plads, som var blevet tom efter Heiberg.
A.F. Kriegers Vej i Rosenvænget på Østerbro i København er opkaldt efter ham. Han boede i en villa på denne vej i gåafstand til fru Heibergs villa.
Han blev 1857 Kommandør og 1873 Storkors af Dannebrogordenen.